# Ашок Кептен
Ашок Кептен (англ. Ashok Captain) — індійський герпетолог. Автор зоологічних таксонів. Співавтор книги «Змії Індії: Польовий посібник» («Snakes of India: The Field Guide»). У 2017 році описав новий вид змії Rhabdops aquaticus. Також впівавтор описання Trimeresurus arunachalensis у 2019-му та Smithophis arunachalensis у 2020 році.
На честь Ашока Кептена названо види змій Xylophis captaini та Dendrelaphis ashoki.